# Au suivant ! (film, 2005)
Pour les articles homonymes, voir Au suivant !.
Pour plus de détails, voir Fiche technique et Distribution.
Au suivant! est un film français réalisé par Jeanne Biras et sorti en 2005.

## Synopsis
Joséphine Messner (Alexandra Lamy) est une directrice de casting parisienne trentenaire et célibataire, au planning surchargé. Sa vie sentimentale est un désastre. Elle rencontre Bernard Dimanche (Clovis Cornillac), qui est presque comédien.

## Fiche technique
- Titre : Au suivant!
- Réalisation : Jeanne Biras
- Scénario : Jeanne Biras
- Photographie : Jean-Marc Bouzou
- Son : Martin Boissau
- Musique : Nicolas Errèra
- Pays de production :  France
- Société de production : EuropaCorp
- Société de distribution : EuropaCorp Distribution (France)
- Genre  : comédie
- Durée : 90 minutes
- Date de sortie : France - 6 juillet 2005

## Distribution
- Alexandra Lamy : Joséphine Messner, directrice de casting
- Clovis Cornillac : Bernard Dimanche, acteur
- Juliette Roudet : Lucille, assistante de Joséphine
- Jerry Rudes : Riley, le réalisateur
- Rastko Jankovic : Emil, le Serbe réfugié SDF
- Charlotte Nguyen : Anaïs
- Marie-Christine Adam : la mère de Joséphine
- Mini Anden : épouse de Riley
- Karina Marimon : l'employée du Trésor Public
- Agathe Teyssier : la productrice télé
- Olivier Treiner : le créatif 2
- Roland Menou : le directeur artistique
- Louis-Do de Lencquesaing : le réalisateur
- Frédéric Quiring : le producteur
- Audrey Lamy : une comédienne passant un essai